# Stéphane Javelle
Stephane Javelle (Lyon, 16 de novembro de 1864 — 3 de agosto de 1917) foi um astrônomo francês.
Desde 1888 trabalhou como assistente de Henri Joseph Anastase Perrotin no Observatório de Nice, tendo observado 1431 objetos publicados no Index Catalogue.